# Saint-Bonnet-de-Chavagne
Pour les articles homonymes, voir Saint-Bonnet (homonymie).
Saint-Bonnet-de-Chavagne est une commune française située dans le département de l'Isère, en région Auvergne-Rhône-Alpes.
Il s'agit de l'une des communes adhérentes de la communauté de communes de Saint-Marcellin Vercors Isère Communauté depuis 2017 et ses habitants sont appelés les Chavanais.

## Géographie

### Situation et description
La commune de Saint-Bonnet-de-Chavagne est située dans la partie occidentale du département de l'Isère, à l'ouest des villes de Saint-Marcellin et de Chatte, dont elle est limitrophe et au sud du plateau de Chambaran.
Son environnement naturel est essentiellement composé de collines et de coteaux qui dominent la vallée de l'Isère.

### Géologie

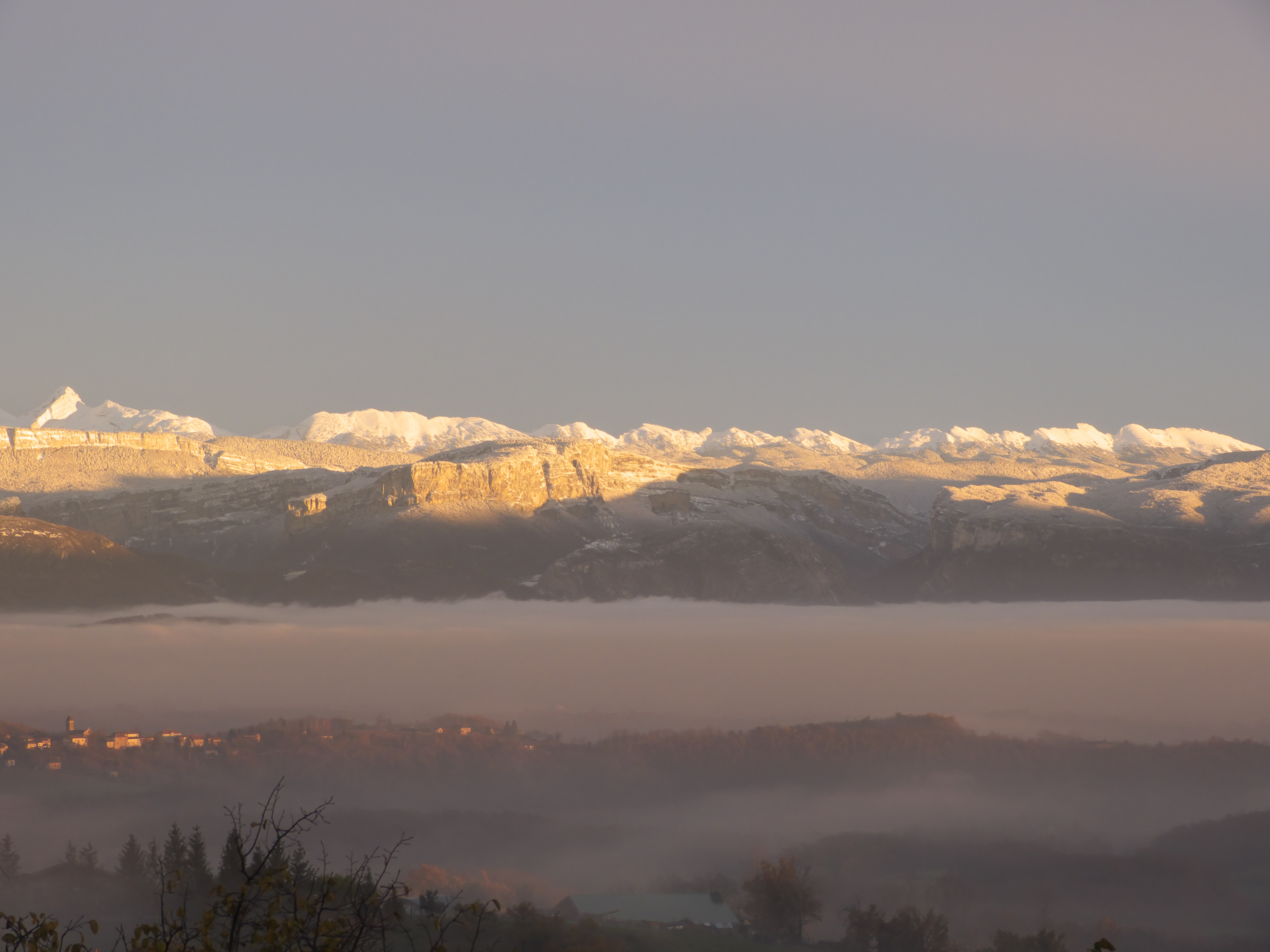
Village de Saint-Bonnet-de-Chavagne et coucher de soleil sur le Vercors fraîchement enneigé, vue depuis le village de Montagne.

Le territoire de Saint-Bonnet-de-Chavagne dans sa partie la plus basse repose essentiellement dans la plaine alluvionnaire de l'Isère dénommé Sud-Grésivaudan et la partie plus élevée correspond à la bordure orientale du plateau de Chambaran. Le bourg ancien se positionne dans un site légèrement en surélévation par rapport à la plaine alluvionnaire.
Quant au plateau de Chambaran, situé au nord du territoire, il s'agit d'un modeste ensemble de reliefs à l'aspect plutôt ondulé et constitué d'une base composée de molasse du Miocène, recouverte en grande partie par un placage d'un terrain original.

### Climat
Pour des articles plus généraux, voir Climat d'Auvergne-Rhône-Alpes et Climat de l'Isère.
En 2010, le climat de la commune est de type climat méditerranéen altéré, selon une étude du Centre national de la recherche scientifique s'appuyant sur une série de données couvrant la période 1971-2000. En 2020, Météo-France publie une typologie des climats de la France métropolitaine dans laquelle la commune est exposée à un climat de montagne ou de marges de montagne et est dans la région climatique  Alpes du nord, caractérisée par une pluviométrie annuelle de 1 200 à 1 500 mm, irrégulièrement répartie en été. 
Pour la période 1971-2000, la température annuelle moyenne est de 11,8 °C, avec une amplitude thermique annuelle de 17,6 °C. Le cumul annuel moyen de précipitations est de 936 mm, avec 8,9 jours de précipitations en janvier et 5,8 jours en juillet. Pour la période 1991-2020, la température moyenne annuelle observée sur la station météorologique de Météo-France la plus proche, « Chatte_sapc », sur la commune de Chatte à 5 km à vol d'oiseau, est de 12,0 °C et le cumul annuel moyen de précipitations est de 967,8 mm,. Pour l'avenir, les paramètres climatiques de la commune estimés pour 2050 selon différents scénarios d'émission de gaz à effet de serre sont consultables sur un site dédié publié par Météo-France en novembre 2022.

### Hydrographie
Le Furand, issu du plateau de Chambaran et d'une longueur de 20,5 km traverse le territoire communal avant de rejoindre l'Isère après avoir traversé la commune voisine de Saint-Hilaire-du-rosier.

### Voies de communication
Le territoire de la commune de Saint-Bonnet-de-Chavagne est traversé dans sa partie méridionale par deux voies de circulation à vocation nationale : la route départementale 1092 (RD 1092) dénommée ainsi entre Romans et Voiron se dénommait avant son déclassement en route nationale 92 et l'autoroute A49 qui relie Grenoble (Voreppe) à Drôme (Bourg-de-Péage).

## Urbanisme

### Typologie
Au 1er janvier 2024, Saint-Bonnet-de-Chavagne est catégorisée commune rurale à habitat dispersé, selon la nouvelle grille communale de densité à sept niveaux définie par l'Insee en 2022.
Elle est située hors unité urbaine. Par ailleurs la commune fait partie de l'aire d'attraction de Saint-Marcellin, dont elle est une commune de la couronne,. Cette aire, qui regroupe 17 communes, est catégorisée dans les aires de moins de 50 000 habitants,.

### Occupation des sols
L'occupation des sols de la commune, telle qu'elle ressort de la base de données européenne d’occupation biophysique des sols Corine Land Cover (CLC), est marquée par l'importance des territoires agricoles (79,2 % en 2018), une proportion identique à celle de 1990 (79,2 %). La répartition détaillée en 2018 est la suivante : 
terres arables (42,9 %), zones agricoles hétérogènes (36,3 %), forêts (20,8 %). L'évolution de l’occupation des sols de la commune et de ses infrastructures peut être observée sur les différentes représentations cartographiques du territoire : la carte de Cassini (XVIIIe siècle), la carte d'état-major (1820-1866) et les cartes ou photos aériennes de l'IGN pour la période actuelle (1950 à aujourd'hui).

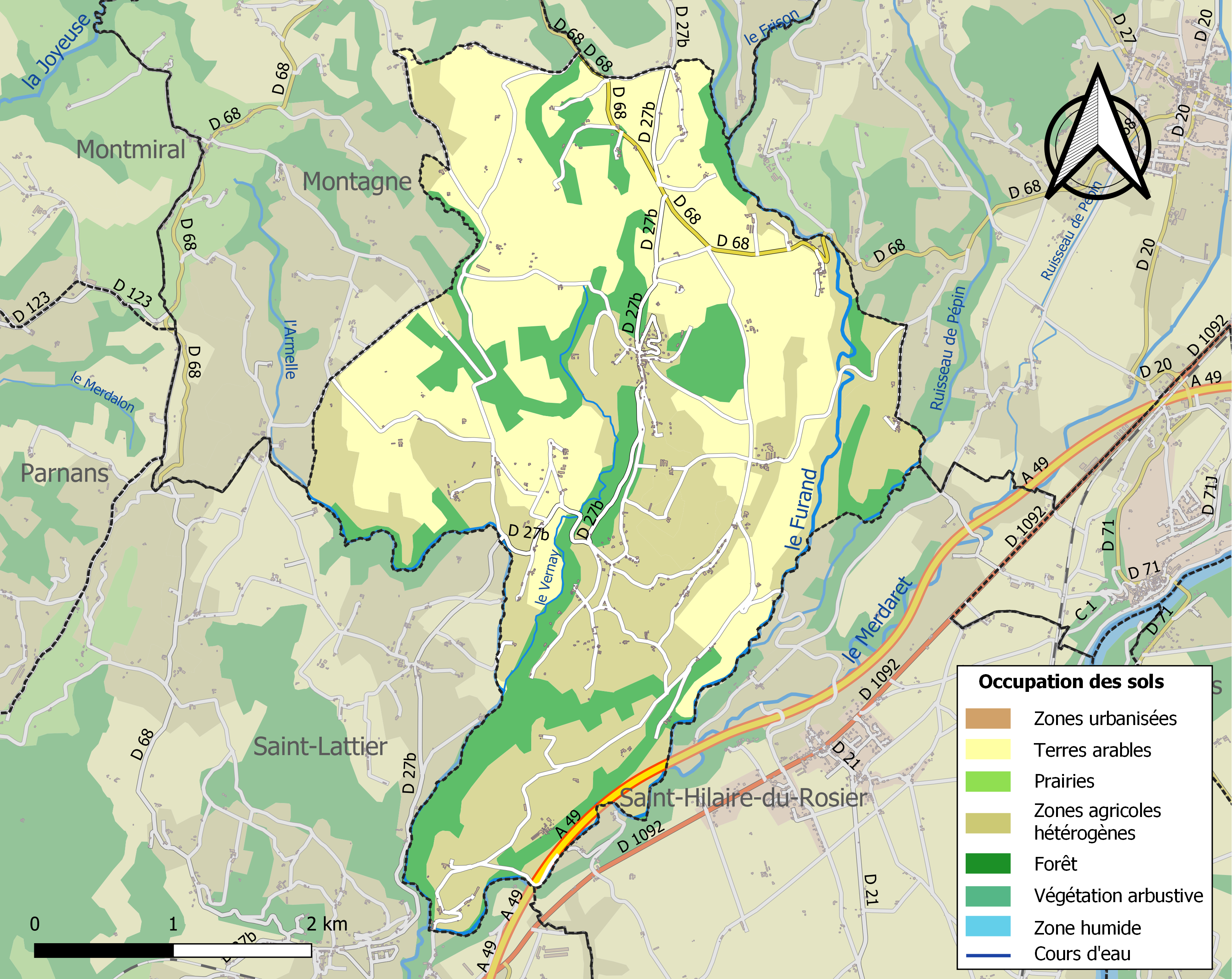
Carte des infrastructures et de l'occupation des sols de la commune en 2018 (CLC).

### Risques naturels et technologiques

#### Risques sismiques
L'ensemble du territoire de la commune de Saint-Bonnet-de-Chavagne est situé en zone de sismicité n°3, mais en limite de la zone n°4 (sur une échelle de 1 à 5) qui se situe dans la partie centrale du département de l'Isère dont fait partie un grand nombre de communes Sud-Grésivaudan.
| Type de zone | Niveau            | Définitions (bâtiment à risque normal) |
| ------------ | ----------------- | -------------------------------------- |
| Zone 3       | Sismicité modérée | accélération = 1,1 m/s2                |

## Histoire

### Moyen Âge

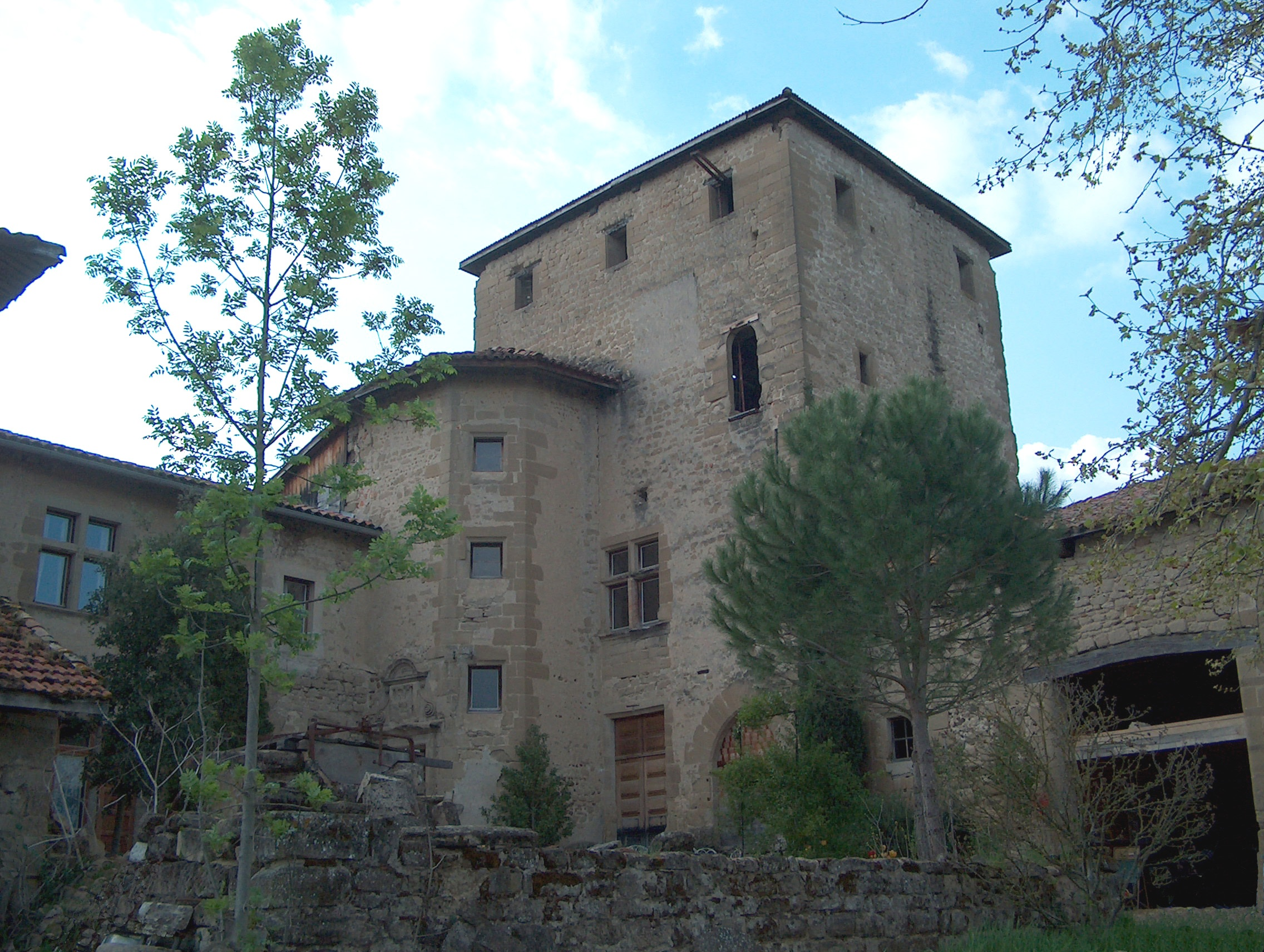
Le donjon du XIVe siècle vu de la cour.

Dans la province du Dauphiné, la paroisse de Saint-Bonnet est mentionnée, dès le XIIe siècle, dans le cartulaire de Saint-Barnard. En 1209, Gui, prieur de Saint-Bonnet, est témoin d'une donation faite à l'hôpital de Romans. En 1580, Pierre du Chastelard est recteur de la chapelle Sainte-Blaise, fondée en l'église paroissiale.

### Temps Modernes
Durant l'Ancien Régime, Saint-Bonnet fait partie du mandement de Clérieux et de la communauté de Saint-Lattier. Saint-Bonnet dépendait du parlement de Grenoble et du bailliage de Saint-Marcellin.

### Époque contemporaine
En 1790, la commune de Saint-Bonnet-de-Chavagne est issue du démembrement de la communauté de Saint-Lattier, et était intégrée dans le canton de La Sône. Depuis 1801, elle est rattachée au canton de Saint-Marcellin.

## Politique et administration

### Administration municipale
En 2021, le conseil municipal de Saint-Bonnet-de-Chavagne compte quinze membres (neuf hommes et six femmes) dont un maire, quatre adjoints municipaux et dix conseillers municipaux.

### Liste des maires
| Période                                  | Période  | Identité           | Étiquette       | Qualité                                                                  |
| ---------------------------------------- | -------- | ------------------ | --------------- | ------------------------------------------------------------------------ |
| mars 1989                                | 2020     | Robert Pinet       | DVD (ex-UDF-FD) | Ancien conseiller général du Canton de Saint-Marcellin (1992-2004) Cadre |
| 2020                                     | En cours | Jean-Claude Darlet | DVD             | Conseiller régional Auvergne-Rhône-Alpes                                 |
| Les données manquantes sont à compléter. |          |                    |                 |                                                                          |

## Population et société

### Démographie
L'évolution du nombre d'habitants est connue à travers les recensements de la population effectués dans la commune depuis 1793. Pour les communes de moins de 10 000 habitants, une enquête de recensement portant sur toute la population est réalisée tous les cinq ans, les populations de référence des années intermédiaires étant quant à elles estimées par interpolation ou extrapolation. Pour la commune, le premier recensement exhaustif entrant dans le cadre du nouveau dispositif a été réalisé en 2004.

En 2022, la commune comptait 659 habitants, en évolution de +4,94 % par rapport à 2016 (Isère : +3,07 %, France hors Mayotte : +2,11 %).
| 1793 | 1800 | 1806 | 1821 | 1831 | 1836 | 1841 | 1846 | 1851 |
| ---- | ---- | ---- | ---- | ---- | ---- | ---- | ---- | ---- |
| 518  | 531  | 627  | 690  | 824  | 815  | 859  | 825  | 870  |

| 1856 | 1861 | 1866 | 1872 | 1876 | 1881 | 1886 | 1891 | 1896 |
| ---- | ---- | ---- | ---- | ---- | ---- | ---- | ---- | ---- |
| 868  | 876  | 886  | 833  | 788  | 733  | 761  | 744  | 725  |

| 1901 | 1906 | 1911 | 1921 | 1926 | 1931 | 1936 | 1946 | 1954 |
| ---- | ---- | ---- | ---- | ---- | ---- | ---- | ---- | ---- |
| 744  | 738  | 655  | 579  | 558  | 543  | 517  | 477  | 496  |

| 1962 | 1968 | 1975 | 1982 | 1990 | 1999 | 2004 | 2006 | 2009 |
| ---- | ---- | ---- | ---- | ---- | ---- | ---- | ---- | ---- |
| 450  | 398  | 380  | 372  | 378  | 449  | 552  | 582  | 630  |

| 2014 | 2019 | 2022 | - | - | - | - | - | - |
| ---- | ---- | ---- | - | - | - | - | - | - |
| 635  | 653  | 659  | - | - | - | - | - | - |

### Enseignement
La commune est rattachée à l'académie de Grenoble.

### Médias
Historiquement, le quotidien à grand tirage Le Dauphiné libéré consacre, chaque jour, y compris le dimanche, dans son édition du Sud Grésivaudan, un ou plusieurs articles à l'actualité du canton et de la communauté de communes, ainsi que des informations sur les éventuelles manifestations locales, les travaux routiers, et autres événements divers à caractère local.
La commune est située sur l'aire de diffusion de la radio Ici Isère, une radio publique qui émet sur tout le territoire du département de l'Isère.

### Cultes
L'église paroissiale de Saint-Bonnet-de-Chavagne, propriété de la commune ainsi que la communauté catholique sont rattachées à la paroisse Saint-Luc du Sud-Gresivaudan, elle même dépendante du diocèse de Grenoble-Vienne.

## Culture locale et patrimoine

### Lieux et monuments

#### Le château de l'Arthaudière
Le château de l'Arthaudière, classé au titre des monuments historiques par arrêté du 30 décembre 1991, situé sur les hauteurs de la commune de Saint-Bonnet-de-Chavagne, témoigne d'une architecture Renaissance et de la grandeur passée de deux familles de seigneurs locaux, les Arthaud et les de La Porte.
Les remaniements architecturaux successifs ont laissé l'empreinte de chaque période, du XIIIe au XVIIIe siècle.
Le château et les jardins font aujourd'hui l'objet d'une importante campagne de restauration conduite par la mairie de Saint-Bonnet-de-Chavagne, avec le concours du conseil général de l'Isère, du ministère de la Culture et de l'Union européenne.
Ces différentes instances travaillent avec l'Association des Amis de l'Arthaudière, créée en février 2000 pour la sauvegarde du château et de son environnement.
Depuis juin 2005, un espace d'accueil et d'exposition a été aménagé dans les écuries du château.
Trois grandes familles ont vécu au château de l'Arthaudière, du XIIIe siècle à la fin du XIXe siècle : les Arthaud, les de La Porte et les de Marcieu. Parmi les membres de ces familles, on compte quelques personnages illustres : conseillers du dauphin, lieutenants de l'Armée royale, magistrats au Parlement…
À partir d'une première maison forte du XIIIe siècle, le château connaît plusieurs campagnes de travaux jusqu'au XIXe siècle. Le XXe siècle est marqué par la destruction de l'aile est par un incendie en 1952. Aujourd'hui, le château se compose de trois corps de bâtiments disposés en « U » autour d'une cour. Le domaine comprend aussi un ensemble de jardins disposés en terrasses.

#### La maison-forte du Châtelard
Le donjon de cette maison forte date de 1316, mais des éléments plus récents, du XVIIe siècle, sont présents. Les possesseurs de cette maison-forte nous sont connus depuis Berthon du Châtelard au XIVe siècle dont le petit-fils, Robert, est cité en 1475 parmi les nobles du mandement de Saint-Lattier.

#### Autres monuments
- La chapelle Saint-Étienne
- L'église paroissiale Saint-Bonnet de Saint-Bonnet-de-Chavagne
- Monument aux morts communal

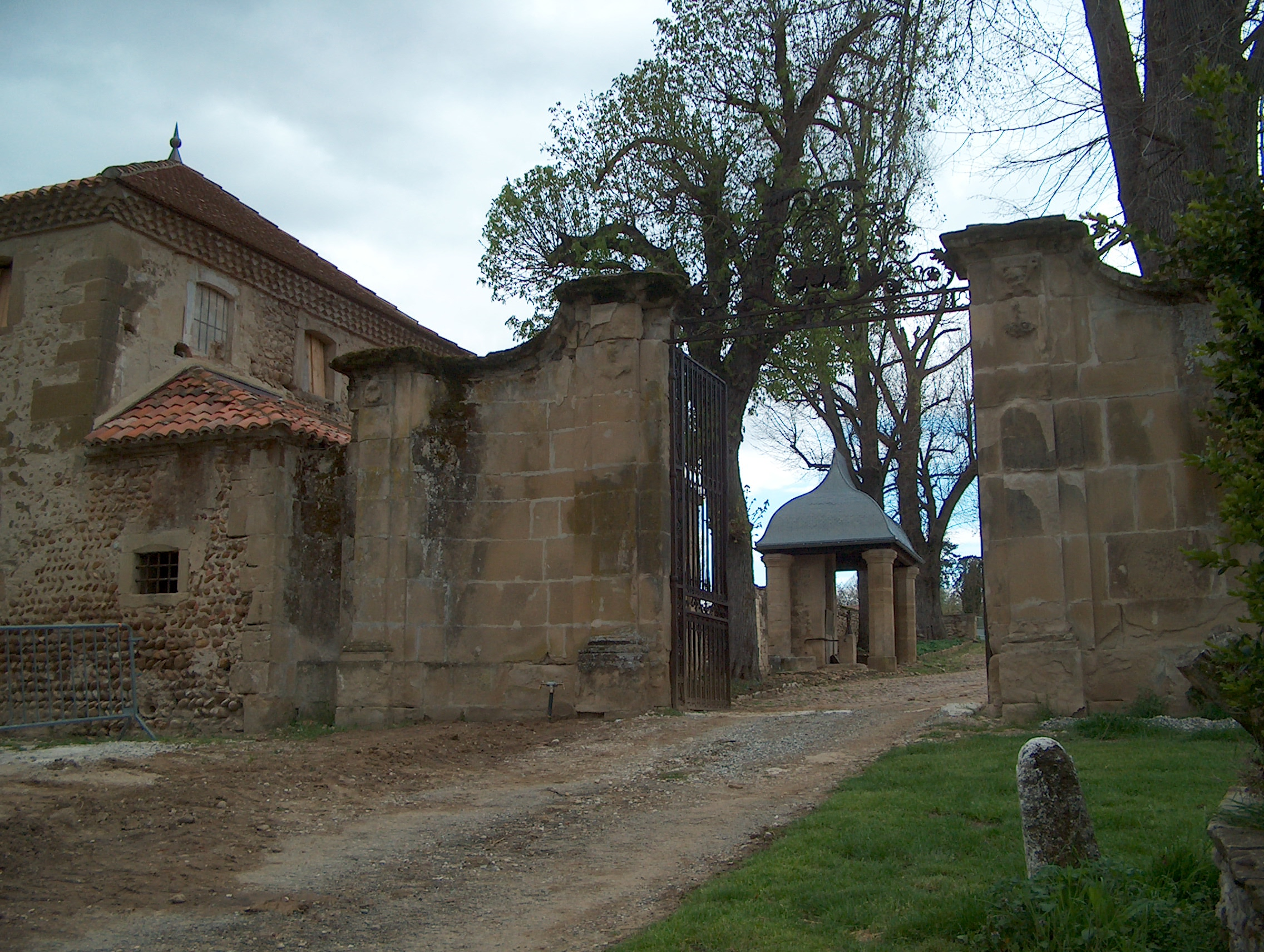
Entrée principale du château.
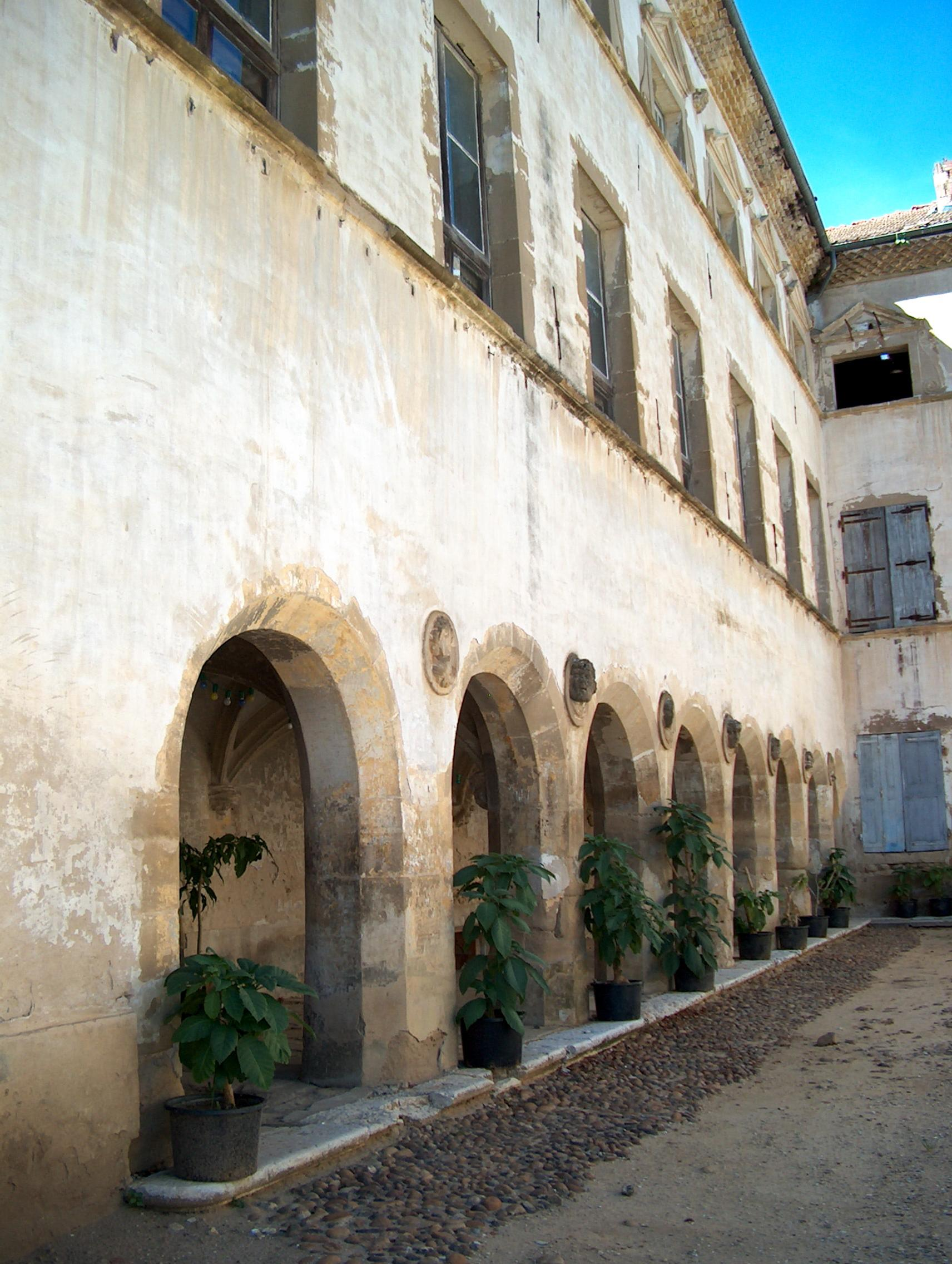
La galerie Renaissance.
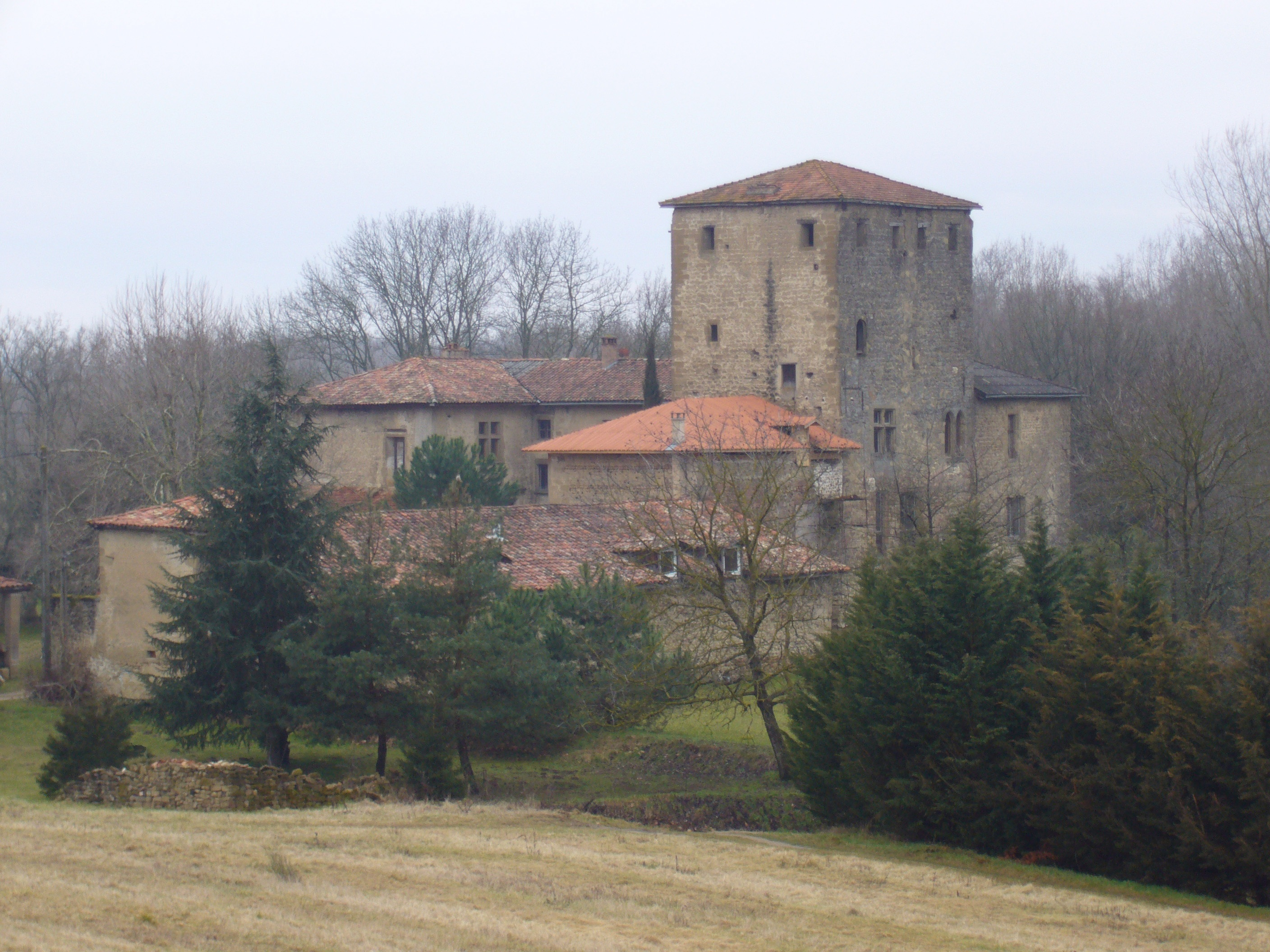
Vue d'ensemble du Châtelard.
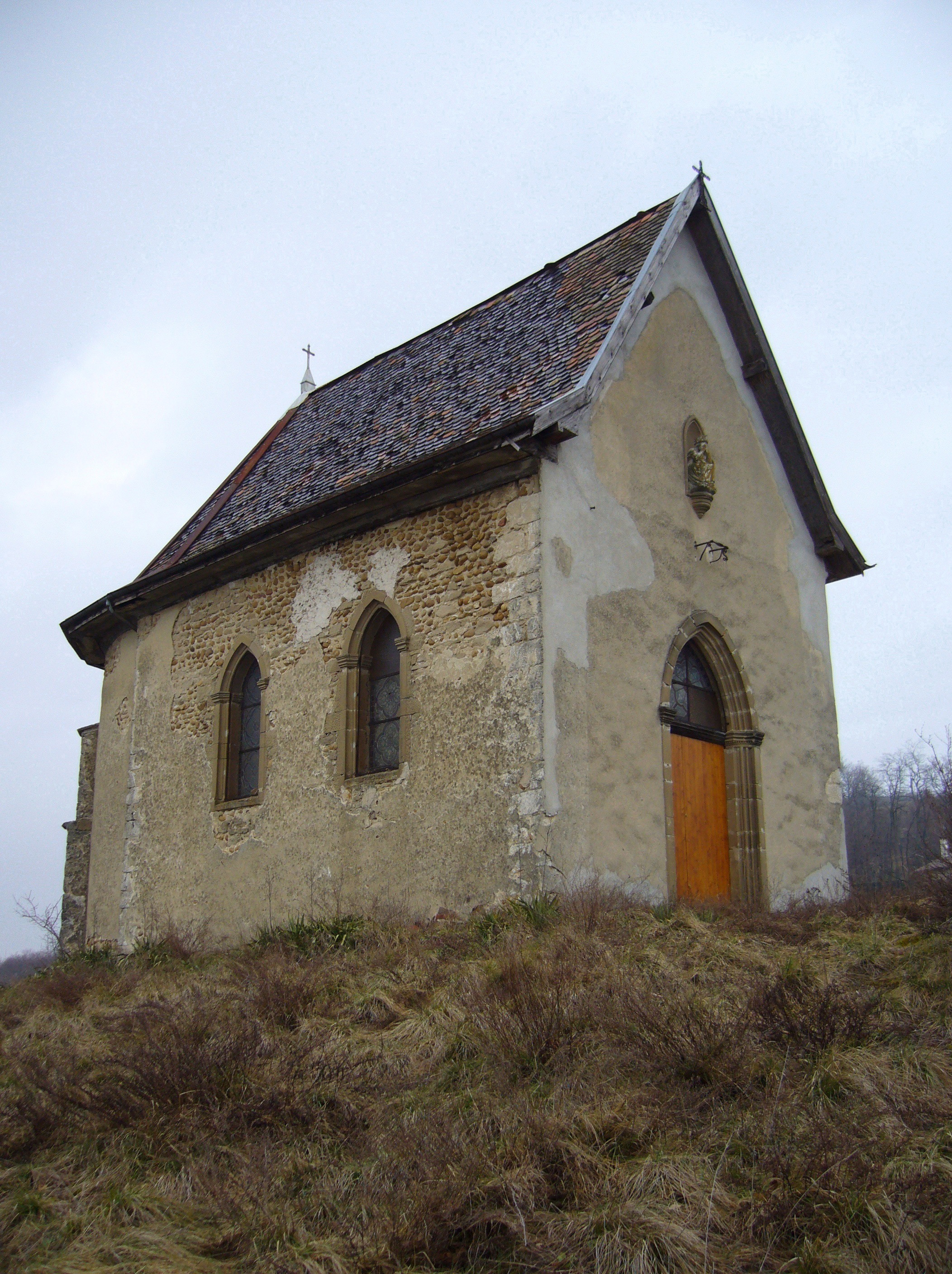
La chapelle Saint-Étienne.

### Animations culturelles dans la commune
- Les Amis de l'Arthaudière

L'association Les Amis de l'Arthaudière, créée en l'an 2000, a pour vocation l'animation et la préservation du site du château de l'Arthaudière. Elle propose des visites de ce monument et présente des spectacles durant tout l'été.
- Le comité des fêtes

Le comité des fêtes participe à l'animation de la commune en organisant diverses activités au long de l'année telles qu'une randonnée pédestre, un concert ou encore la vogue du village.

### Héraldique
| Blason de Saint-Bonnet-de-Chavagne | Blason  | Écartelé: de gueules à la croix d'or, et de contre-écartelé, de gueules au lion d'argent, et d'argent au lion de gueules. |
| Blason de Saint-Bonnet-de-Chavagne | Détails | Utilisé sans déliberation depuis 2012                                                                                     |